# Boncourt (Zwitserland)
Boncourt is een gemeente en plaats in het Zwitserse kanton Jura, en maakt deel uit van het district Porrentruy.
Boncourt telt 1308 inwoners.

## Geschiedenis
Boncourt werd op 5 augustus 1780 door koning Lodewijk XVI van Frankrijk overgedragen aan het Prinsbisdom Bazel in het Oude Eedgenootschap van Zwitserland. In 1792 bezetten Franse revolutionaire troepen het prinsbisdom en riepen op 27 november de Rauraakse Republiek uit. Op 23 maart 1793 werd de republiek door de Eerste Franse Republiek ingelijfd. Het Congres van Wenen in 1815 kende het gebied aan het kanton Bern van de Zwitserse confederatie. Op 1 januari 1979 werd de gemeente onderdeel van het van het kanton Bern afgescheide kanton Jura.

## Geboren
- Mousse Boulanger (1926-2023), schrijfster, actrice en radiojournaliste